# Pfaffenhofen an der Ilm
Pour les articles homonymes, voir Pfaffenhofen.
Pfaffenhofen  est une municipalité allemande située dans l'arrondissement de Pfaffenhofen an der Ilm du district de Haute-Bavière.

## Histoire
| Appartenances historiques Duché de Bavière 1140–1255 Duché de Haute-Bavière 1255–1353 Duché de Bavière-Landshut 1353-1392 Duché de Bavière-Munich 1392-1505 Duché de Bavière 1505–1623 Électorat de Bavière 1623–1806 Royaume de Bavière 1806–1918 République de Weimar 1918–1933 Reich allemand 1933–1945 Allemagne occupée 1945–1949 Allemagne 1949–présent |

### Bataille de Pfaffenhofen (1745)
Pfaffenhofen an der Ilm est le lieu d'une bataille gagnée le 15 avril 1745 par l'armée impériale menée par Charles de Batthyany contre les Français de Philippe Henri de Ségur et leurs alliés les Bavarois révoltés contre l'Empereur.

### Bataille de Pfaffenhofen (1809)
Le 19 avril 1809, le général Oudinot parti d'Augsbourg arriva à la pointe du jour à Pfaffenhoffen, y rencontra de 3 000 à 4 000 Autrichiens qu'il dispersa, et fit 300 prisonniers.